# Henry Foskett
Henry (Harold) John Foskett (ur. 11 września 1883, zm. 1962) – brytyjski zapaśnik walczący w obu stylach. Olimpijczyk z Londynu 1908, gdzie zajął siedemnaste miejsce w stylu klasycznym i piąte w stylu wolnym. Walczył w wadze półciężkiej i ciężkiej.

## Letnie Igrzyska Olimpijskie 1908

### Waga półciężka
| Konkurencja          | Rundy eliminacyjne    | Klas. końcowa |
| Konkurencja          | 1/16                  | Miejsce       |
| -------------------- | --------------------- | ------------- |
| 93 kg styl klasyczny | Marcel Dubois (BEL) P | 17.           |

### Waga ciężka
| Konkurencja       | Rundy eliminacyjne | Rundy eliminacyjne      | Klas. końcowa |
| Konkurencja       | 1/8                | 1/4                     | Miejsce       |
| ----------------- | ------------------ | ----------------------- | ------------- |
| +73 kg styl wolny | Wolny los Z        | Con O’Kelly Sr. (GBR) P | 5.            |